# Sharon (Dakota del Nord)
Sharon è un centro abitato (city) degli Stati Uniti d'America, situato nella Contea di Steele nello Stato del Dakota del Nord. Nel censimento del 2000 la popolazione era di 109 abitanti. La città è stata fondata nel 1896.

## Geografia fisica
Secondo i rilevamenti dell'United States Census Bureau, la località di Sharon si estende su una superficie di 4,00 km², tutti occupati da terre.

## Popolazione
Secondo il censimento del 2000, a Sharon vivevano 109 persone, ed erano presenti 29 gruppi familiari. La densità di popolazione era di 27,3 ab./km². Nel territorio comunale si trovavano 76 unità edificate. Per quanto riguarda la composizione etnica degli abitanti, il 94,50% era bianco, l'1,83% era nativo e il 3,67% apparteneva a due o più razze.
Per quanto riguarda la suddivisione della popolazione in fasce d'età, il 16,5% era al di sotto dei 18, il 5,5% fra i 18 e i 24, il 15,6% fra i 25 e i 44, il 33,0% fra i 45 e i 64, mentre infine il 29,4% era al di sopra dei 65 anni di età. L'età media della popolazione era di 51 anni. Per ogni 100 donne residenti vivevano 127,1 maschi.